# Dryoctenes scrupulosus
Dryoctenes scrupulosus – gatunek chrząszcza z rodziny kózkowatych i podrodziny zgrzypikowych. Jedyny przedstawiciel rodzaju Dryoctenes.

## Zasięg występowania
Ameryka Południowa i Środkowa, znany z Kostaryki, Panamy, Kolumbii, Ekwadoru, Peru, Wenezueli, Gujany, Gujany Francuskiej, Brazylii, wsch. Boliwii (departamenty Beni i Santa Cruz), Paragwaju oraz Argentyny.